# 郡山勇二
郡山 勇二（こおりやま ゆうじ、1971年8月8日 - ）は、宮崎県宮崎市出身で三保ヶ関部屋に所属した元大相撲力士。本名同じ。177.5cm、176kg。最高位は西幕下2枚目。

## 経歴
1987年3月初土俵、2013年9月引退。非常に息が長く通算在位は159場所に上った。
現役引退後は、実家の郡山板金で営業マンをしている。

## その他
- 最高位の1996年11月場所11日目に十両彩豪と対戦している。
- 長く三段目上位と幕下を維持し、幕下昇進回数は13回を数えた。

## 主な成績
- 通算成績：549勝542敗15休（159場所）
- 各段優勝：幕下優勝1回（1996年9月場所）

| | 一月場所 初場所（東京） | 三月場所 春場所（大阪） | 五月場所 夏場所（東京） | 七月場所 名古屋場所（愛知） | 九月場所 秋場所（東京）   | 十一月場所 九州場所（福岡） |
| --- | ----------------------- | ----------------------- | ----------------------- | --------------------------- | ------------------------- | --------------------------- |
| 1987年 （昭和62年） | x                       | （前相撲）              | 西序ノ口7枚目 3–4       | 西序ノ口13枚目 5–2          | 東序二段121枚目 4–3       | 西序二段87枚目 4–3          |
| 1988年 （昭和63年） | 東序二段62枚目 4–3      | 東序二段33枚目 5–2      | 東序二段5枚目 3–4       | 東序二段20枚目 3–4          | 西序二段41枚目 4–3        | 西序二段19枚目 4–3          |
| 1989年 （平成元年） | 西三段目95枚目 4–3      | 西三段目72枚目 3–4      | 西三段目92枚目 6–1      | 東三段目38枚目 3–4          | 東三段目54枚目 5–2        | 東三段目18枚目 3–4          |
| 1990年 （平成2年） | 東三段目36枚目 6–1      | 東幕下56枚目 4–3        | 東幕下42枚目 4–3        | 西幕下30枚目 1–6            | 東幕下59枚目 5–2          | 東幕下35枚目 4–3            |
| 1991年 （平成3年） | 東幕下24枚目 3–4        | 西幕下30枚目 5–2        | 西幕下16枚目 2–5        | 東幕下34枚目 4–3            | 東幕下25枚目 3–4          | 西幕下32枚目 3–4            |
| 1992年 （平成4年） | 東幕下43枚目 4–3        | 西幕下33枚目 4–3        | 西幕下25枚目 1–6        | 東幕下51枚目 4–3            | 西幕下39枚目 3–4          | 西幕下49枚目 3–4            |
| 1993年 （平成5年） | 西三段目2枚目 4–3       | 東幕下47枚目 4–2–1      | 東幕下35枚目 2–5        | 東幕下51枚目 5–2            | 西幕下34枚目 4–3          | 西幕下25枚目 5–2            |
| 1994年 （平成6年） | 西幕下13枚目 4–3        | 東幕下10枚目 1–2–4      | 東幕下35枚目 休場 0–0–7 | 東幕下35枚目 2–5            | 東幕下56枚目 5–2          | 東幕下36枚目 5–2            |
| 1995年 （平成7年） | 西幕下23枚目 5–2        | 東幕下12枚目 4–3        | 東幕下10枚目 4–3        | 東幕下6枚目 3–4             | 西幕下11枚目 2–5          | 東幕下27枚目 2–5            |
| 1996年 （平成8年） | 東幕下45枚目 4–3        | 西幕下34枚目 4–3        | 西幕下26枚目 6–1        | 東幕下10枚目 2–5            | 西幕下27枚目 優勝 7–0     | 西幕下2枚目 2–5             |
| 1997年 （平成9年） | 東幕下13枚目 2–5        | 西幕下33枚目 4–3        | 西幕下27枚目 3–4        | 西幕下36枚目 2–5            | 西三段目3枚目 5–2         | 東幕下40枚目 3–4            |
| 1998年 （平成10年） | 東幕下54枚目 4–3        | 西幕下43枚目 5–2        | 東幕下28枚目 3–4        | 西幕下37枚目 3–4            | 東幕下46枚目 4–3          | 東幕下37枚目 1–6            |
| 1999年 （平成11年） | 東三段目2枚目 3–4       | 西三段目15枚目 5–2      | 西幕下55枚目 3–4        | 東三段目9枚目 4–3           | 西幕下57枚目 4–3          | 西幕下48枚目 4–3            |
| 2000年 （平成12年） | 東幕下40枚目 3–4        | 西幕下48枚目 2–5        | 東三段目8枚目 3–4       | 東三段目27枚目 4–3          | 東三段目14枚目 5–2        | 西幕下49枚目 3–4            |
| 2001年 （平成13年） | 西幕下59枚目 5–2        | 西幕下38枚目 4–3        | 東幕下31枚目 3–4        | 東幕下41枚目 4–3            | 西幕下33枚目 5–2          | 西幕下22枚目 3–4            |
| 2002年 （平成14年） | 西幕下31枚目 3–4        | 東幕下43枚目 3–4        | 西幕下52枚目 5–2        | 西幕下31枚目 1–6            | 西幕下60枚目 4–3          | 東幕下49枚目 4–3            |
| 2003年 （平成15年） | 西幕下39枚目 2–5        | 西幕下59枚目 2–5        | 東三段目20枚目 4–3      | 東三段目9枚目 1–6           | 東三段目45枚目 6–1        | 東幕下57枚目 2–5            |
| 2004年 （平成16年） | 西三段目17枚目 3–4      | 西三段目30枚目 2–2–3    | 東三段目52枚目 5–2      | 西三段目22枚目 5–2          | 東幕下57枚目 4–3          | 西幕下50枚目 3–4            |
| 2005年 （平成17年） | 西三段目2枚目 5–2       | 東幕下43枚目 1–6        | 西三段目11枚目 3–4      | 東三段目25枚目 5–2          | 西幕下59枚目 6–1          | 西幕下28枚目 2–5            |
| 2006年 （平成18年） | 西幕下43枚目 3–4        | 西幕下52枚目 2–5        | 西三段目15枚目 4–3      | 西三段目3枚目 5–2           | 西幕下44枚目 1–6          | 西三段目12枚目 1–6          |
| 2007年 （平成19年） | 東三段目44枚目 5–2      | 東三段目17枚目 3–4      | 東三段目36枚目 3–4      | 西三段目45枚目 5–2          | 東三段目22枚目 4–3        | 東三段目11枚目 3–4          |
| 2008年 （平成20年） | 東三段目21枚目 5–2      | 東幕下58枚目 0–7        | 東三段目34枚目 4–3      | 東三段目22枚目 3–4          | 東三段目36枚目 2–5        | 西三段目55枚目 5–2          |
| 2009年 （平成21年） | 西三段目26枚目 3–4      | 西三段目44枚目 6–1      | 西幕下57枚目 2–5        | 西三段目18枚目 3–4          | 東三段目36枚目 3–4        | 東三段目48枚目 3–4          |
| 2010年 （平成22年） | 西三段目63枚目 4–3      | 東三段目46枚目 2–5      | 西三段目69枚目 3–4      | 西三段目84枚目 2–5          | 西序二段12枚目 5–2        | 東三段目78枚目 4–3          |
| 2011年 （平成23年） | 西三段目61枚目 3–4      | 八百長問題 により中止   | 西三段目78枚目 4–3      | 西三段目50枚目 3–4          | 西三段目69枚目 4–3        | 西三段目51枚目 3–4          |
| 2012年 （平成24年） | 東三段目66枚目 3–4      | 東三段目87枚目 3–4      | 西序二段10枚目 5–2      | 西三段目76枚目 4–3          | 東三段目58枚目 4–3        | 西三段目43枚目 3–4          |
| 2013年 （平成25年） | 西三段目58枚目 3–4      | 西三段目68枚目 4–3      | 西三段目50枚目 2–5      | 西三段目77枚目 1–6          | 東序二段16枚目 引退 3–4–0 | x                           |
| 各欄の数字は、「勝ち-負け-休場」を示す。 優勝 引退 休場 十両 幕下 三賞：敢=敢闘賞、殊=殊勲賞、技=技能賞 その他：★=金星 番付階級：幕内 - 十両 - 幕下 - 三段目 - 序二段 - 序ノ口 幕内序列：横綱 - 大関 - 関脇 - 小結 - 前頭（「#数字」は各位内の序列） |                         |                         |                         |                             |                           |                             |

## 改名歴
- 郡山 勇二（こおりやま ゆうじ）1987年3月場所 - 1996年7月場所
- 増昴 勇二（ますのぼり -）1996年9月場所 - 2003年5月場所
- 郡山 勇二（こおりやま -）2003年7月場所 - 2013年9月場所